# Gare de Dagenham Dock
La gare de Dagenham Dock (en anglais : Dagenham Dock railway station), est une gare ferroviaire de la ligne London, Tilbury and Southend Railway (en), en zone 5 Travelcard. Elle  est située sur la Chequers Lane  à Dagenham Dock (en), dans le borough londonien de Barking et Dagenham, sur le territoire du comté de l'Essex et du Grand Londres.
C'est une gare Network Rail desservie par des trains c2c.

## Situation ferroviaire
La gare de Dagenham Dock est établie sur la London, Tilbury and Southend line du London, Tilbury and Southend Railway (en), entre les gares de Barking, en direction de Fenchurch Street, et de Rainham, en direction de la gare de bifurcation de Pitsea puis de la gare terminus est de Shoeburyness.

Plans : de la ligne et du réseau des transports à Londres
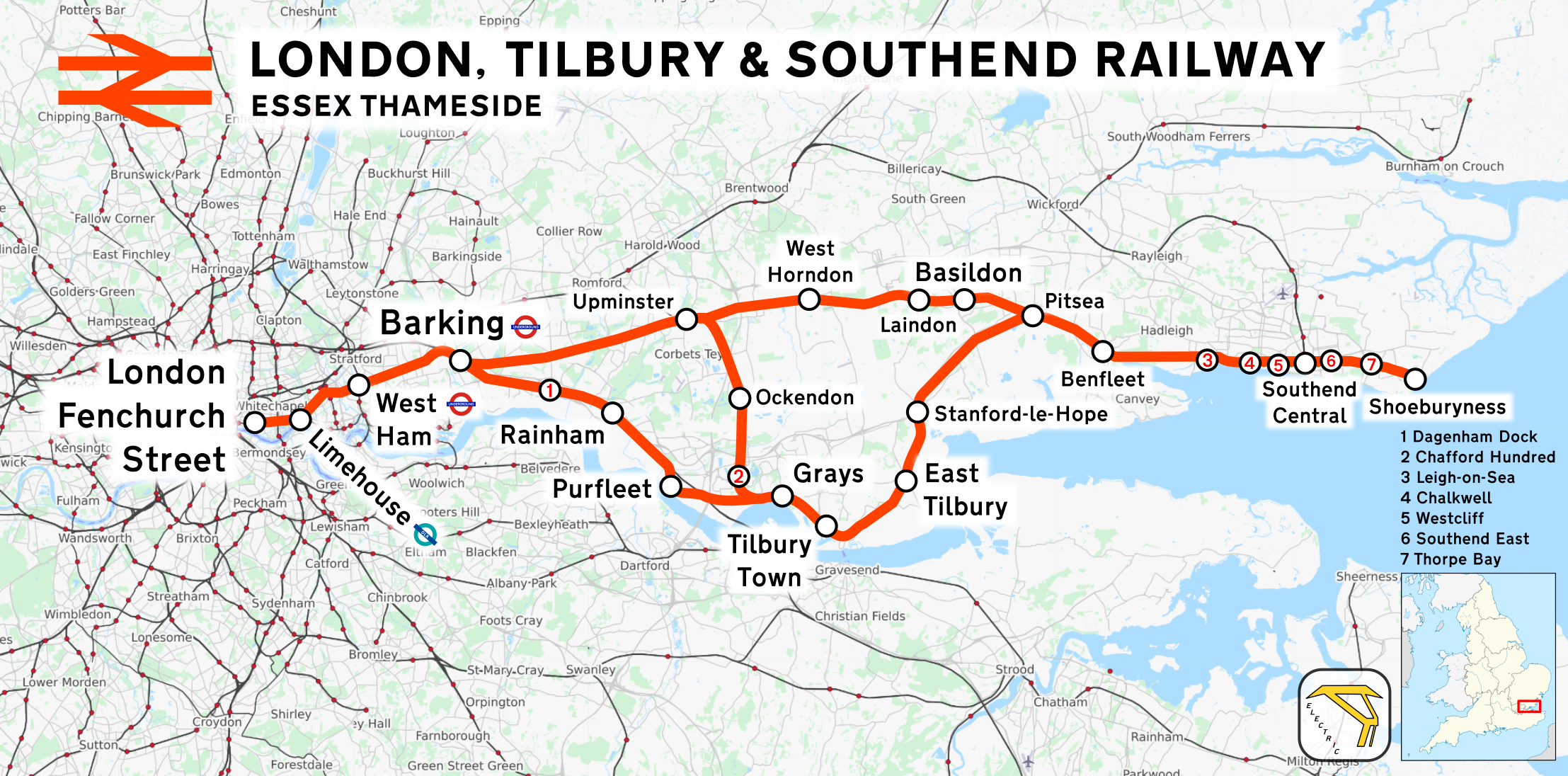
London, Tilbury and Southend line.
Réseaux de Londres.

## Histoire
La gare de Dagenham Dock est mise en service le 1er juillet 1908.

## Service des voyageurs

### Accueil
La gare dispose d'une entrée principale sur la Chequers Lane  à Dagenham Dock (en).

### Desserte
La gare de Dagenham Dock est desservie par : des trains c2c de la relation Fenchurch Street - Grays, via Rainham.

Installations et dessertes
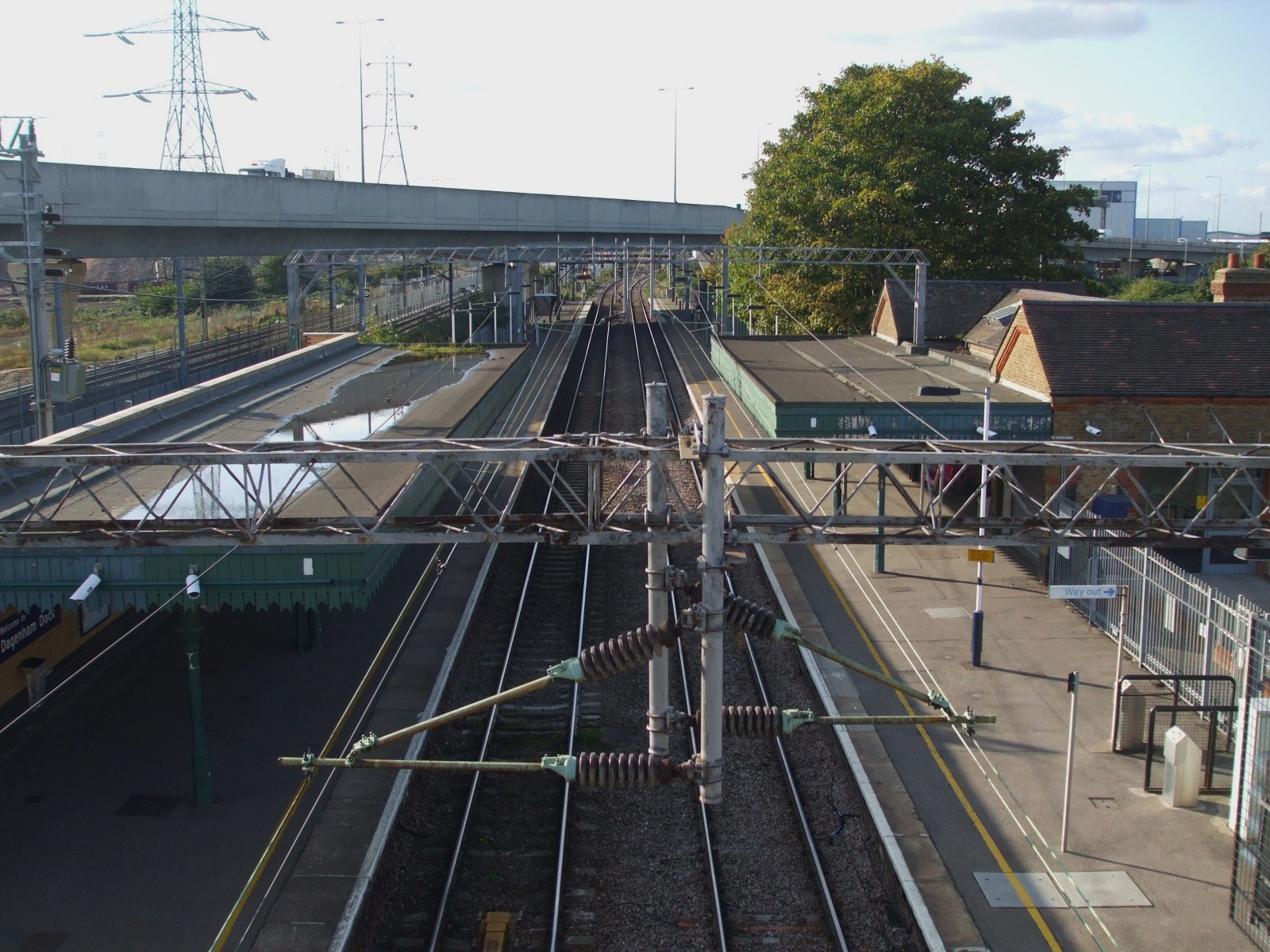
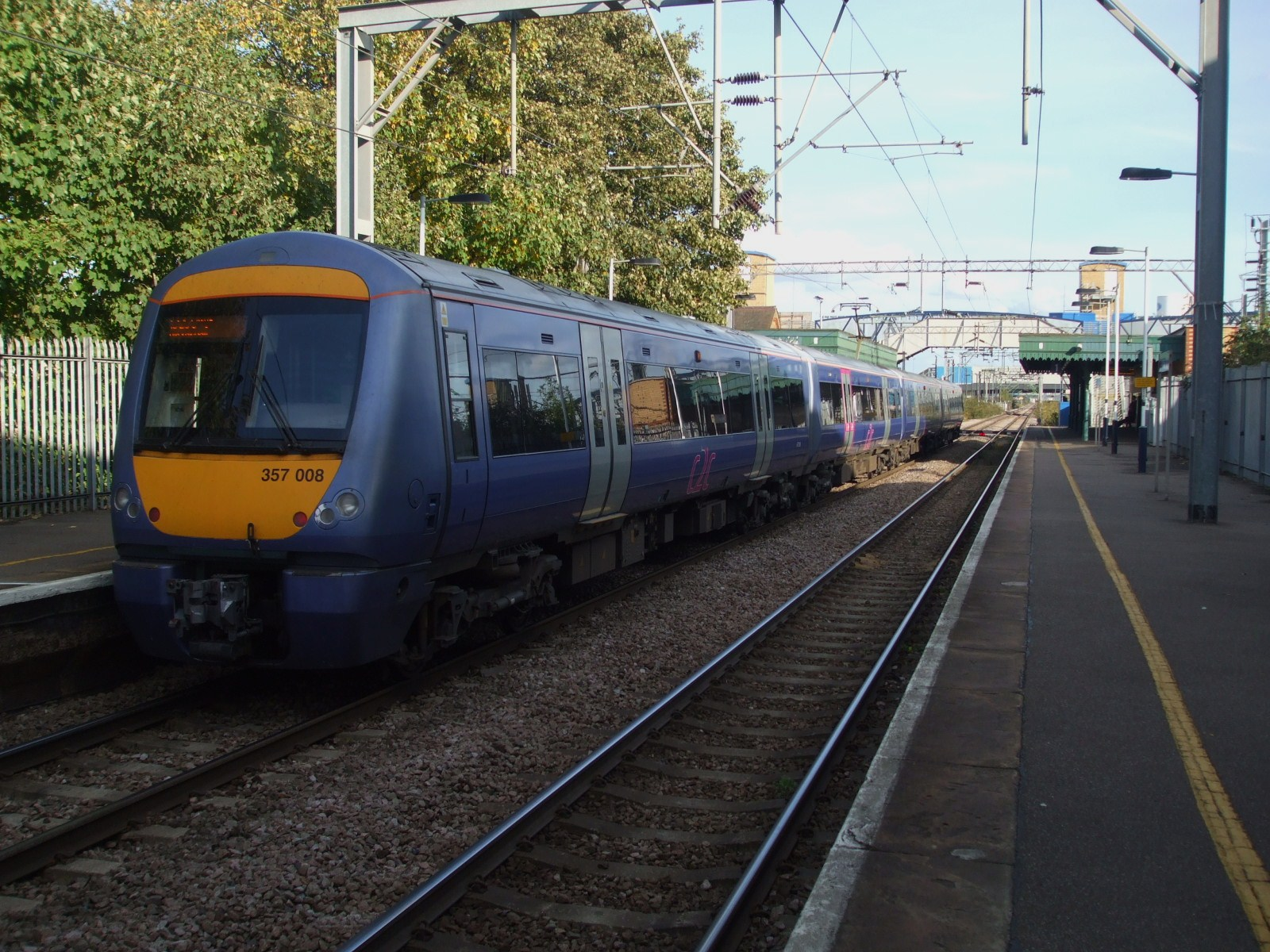
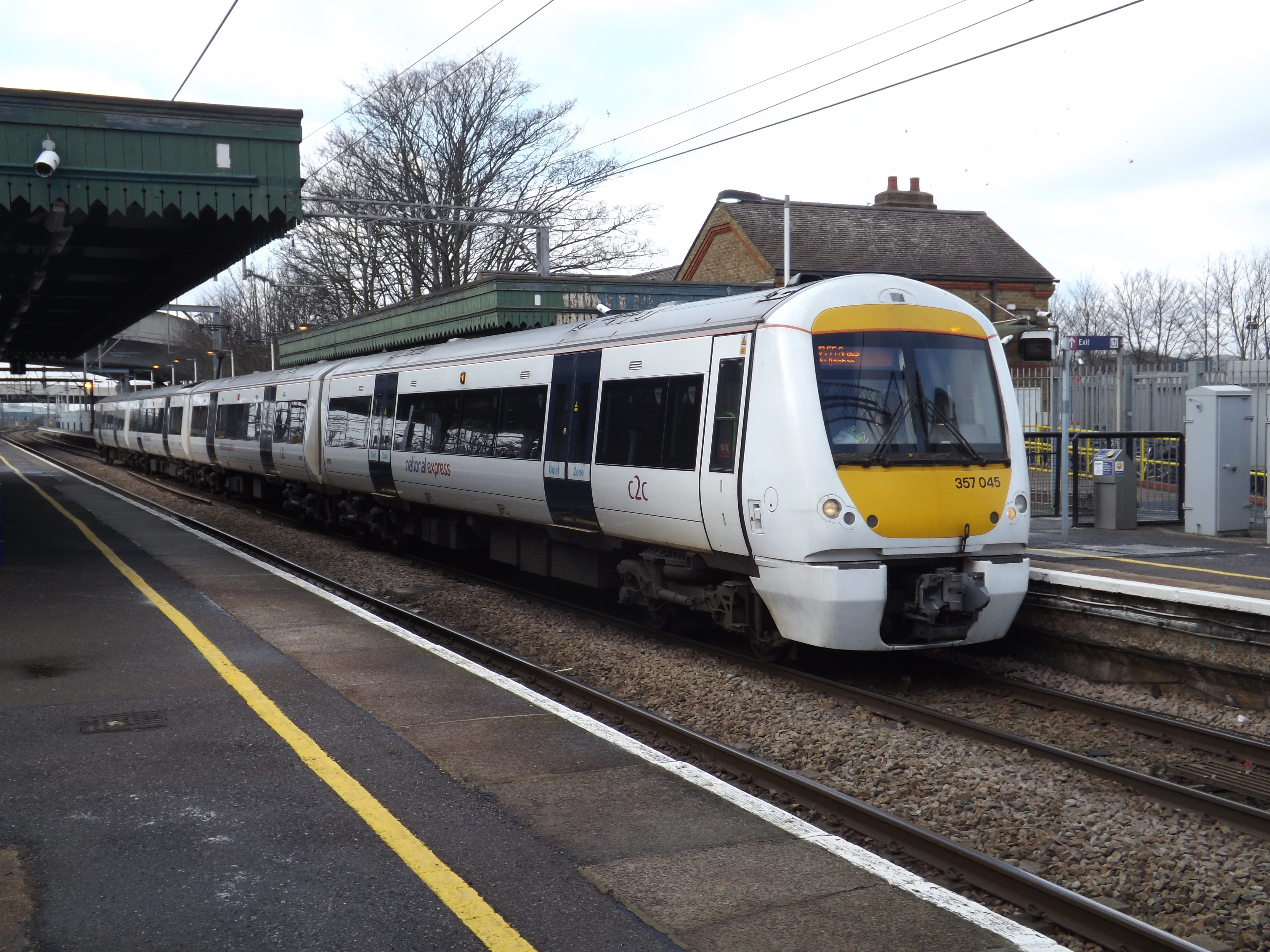

### Intermodalité
Elle est desservie par des autobus de Londres de la ligne 145.